# Poul Funck
Poul Funck, född 9 januari 1790, död 30 september 1837, var en dansk balettmästare. Han var engagerad vid den kungliga danska baletten 1798–1837, och tillhörde tillsammans med Peter Larcher de mer uppmärksammade dansörerna i baletten i perioden mellan Vincenzo Galeotti och August Bournonville. Han var gift med operasångerskan Wilhelmine Funck. 